# Little Bird (film)
Pour les articles homonymes, voir Little Bird.
Pour plus de détails, voir Fiche technique et Distribution.
Little Bird (Kauwboy) est un film néerlandais, sorti en 2012. Le film a reçu de nombreux prix; il a aussi été proposé à l'Oscar du meilleur film en langue étrangère.

## Synopsis
Jojo, petit garçon de 8 ans environ, a perdu sa mère, et son père traverse une dépression à la suite du décès de sa femme. Jojo continue à la faire vivre dans le quotidien, en lui parlant au téléphone  et en fêtant son anniversaire. Il est beaucoup livré à lui-même alors que le père s'accroche à son travail. Jojo fait la rencontre d'un petit choucas tombé de son nid, qui va l'aider à remplir sa solitude, malgré l'interdiction de son père.

## Fiche technique
- Titre original : Kauwboy
- Titre français : Little Bird
- Réalisation : Boudewijn Koole
- Scénario : Boudewijn Koole et Jolein Laarman
- Photographie : Daniël Bouquet
- Musique : Helge Slikker
- Pays d'origine :  Pays-Bas
- Genre : drame
- Date de sortie : 2012

## Distribution
- Rick Lens : Jojo
- Loek Peters : Ronald
- Cahit Ölmez : Deniz
- Susan Radder : Yenthe
- Ricky Koole : July